# Ernestine Thren
Ernestine Thren (* 30. März 1899 in Brillbox bei London, Großbritannien; † 22. Februar 1981 in Karlsruhe, andere Informationen: Sterbeort Mosbach/Neckarelz), war eine deutsche Krankenschwester. Sie diente während des Zweiten Weltkrieges als Rotkreuzschwester an der Ostfront und erlangte wegen ihres Einsatzes während einer Pockenepidemie in Heidelberg öffentliche Anerkennung.

## Leben und Wirken
Ernestine Thren wurde während einer Reise nach Großbritannien als Tochter des Bahnbeamten Johann Thren und seiner Frau Josephine bei Brillbox unweit London geboren. Sie besuchte in Diedesheim die Volksschule und wurde anschließend als Weißnäherin ausgebildet. Im Ersten Weltkrieg arbeitete sie im Dienst der Badischen Staatsbahn, nach dem Krieg übernahm sie eine Bürotätigkeit bei der Kassenärztlichen Vereinigung.
Im Jahr 1926 trat sie in die Badische Schwesternschaft vom Roten Kreuz in Karlsruhe ein und wurde zur Krankenschwester ausgebildet. 1927 nahm sie eine Tätigkeit an der Medizinischen Universitätsklinik Heidelberg bei Ludolf von Krehl auf und arbeitete bis 1939 auf einer Infektionsstation. Zu Beginn des Zweiten Weltkrieges wurde sie zunächst in verschiedene Feldlazarette nach Frankreich abkommandiert, 1941 erfolgte ihre Versetzung an die Ostfront. Henni Thiessen, die damalige Armeeoberin, betraute sie dort, aufgrund ihrer besonderen pflegerischen Begabung, mit der Pflege schwerstverwundeter Soldaten wie Kopfverletzte und Verwundete mit Lungen- oder Bauchschüssen. Am 1. Mai 1942 erhielt Ernestine Thren die Kriegsverdienstmedaille.

### Stalingrad, Pockenepidemie in Heidelberg
Sie geriet mit ihrer Einheit im Herbst 1942 in den Kessel von Stalingrad, aus dem sie am 25. November 1942 mit einem Verwundetentransport entkam. Beim Rückzug der deutschen Truppen wurde sie gefangen genommen und in ein Kriegsgefangenenlager in Österreich gebracht, aus dem sie fliehen konnte. Sie suchte am 4. Juli 1945 bei Verwandten in Neckarelz Zuflucht.
Nach dem Krieg wurde Ernestine Thren als Stationsschwester bei Oberin Olga von Lersner, ebenfalls DRK-Schwester, in Heidelberg eingesetzt. Als es dort im Dezember 1958 zu einer Pockenepidemie kam, meldete sie sich bei Karl Matthes freiwillig zur Pflege der Erkrankten. Dieser Einsatz brachte ihr öffentliche Bekanntheit und Ansehen in der Bevölkerung. 1963 wurde sie für ihr Engagement mit der Florence-Nightingale-Medaille ausgezeichnet. Im Jahr 1933 hatte bereits Pia Bauer, ebenfalls eine DRK-Schwester am akademischen Krankenhaus in Heidelberg, für ihre Dienste in der onkologischen Pflege diese Auszeichnung erhalten.
Ernestine Thren ging 1964 in den Ruhestand. Sie starb an den Folgen eines Schlaganfalls am 22. Februar 1981 in Karlsruhe. Ihre Aufzeichnungen als Frontschwester über den Einsatz in Russland wurden nach ihrem Tod von Richard Thren veröffentlicht.

### Ehrendoktorwürde der Medizinischen Fakultät Heidelberg an Henry Dunant
Im Jahr 1903 wurde dem Begründer des Internationalen Roten Kreuzes, Henry Dunant, zu dessen Mutterhaus Ernestine Thren gehörte, von der Medizinischen Fakultät der Ruprecht-Karls-Universität die Ehrendoktorwürde für seine Verdienste um die Krankenpflege und speziell um die Kriegskrankenpflege verliehen. Dunant erhielt die Ehrendoktorwürde gemeinsam mit Gustave Moynier. Der Arzt, Krebsforscher und Prorektor der Ruprecht-Karls-Universität Heidelberg, Vincenz Czerny, betonte bei der Zentenarfeier der Ruperto Carola im Jahr 1903 die Entwicklung der freien Wissenschaft der Ruprecht-Karls-Universität seit dem Jahr 1803 und knüpfte damit an die Tradition seines Vorgängers Franz Anton Mai und dessen Verdienste um die Akademisierung der Pflege bereits hundert Jahre zuvor an. Aus gesundheitlichen Gründen war es Dunant nicht möglich, die Zentenarfeier zu besuchen. Er beschränkte sich auf schriftliche Grußworte. Die akademische Tradition der Krankenpflege seit Franz Anton Mai wurde in der Schwesternschule der Universität Heidelberg unter Schulleitung Olga Freiin von Lersner, der Mitarbeiterin Ernestine Threns, fortgesetzt.

## Ehrungen
- Ernestine Thren erhielt im Jahr 1942 die Kriegsverdienstmedaille
- Ernestine Thren erhielt im Jahr 1963 die Florence Nightingale Medaille für ihre Verdienste während der Pockenepidemie in Heidelberg (1958)[6]

## Fotos
- Im Universitätsmuseum Heidelberg zeigt eine Schautafel (Exponat Nr. 27) mehrere Fotos zum Klinikum Bergheim (Ludolf von Krehl Klinik). Auf einem der Fotos ist Ludolf von Krehl im Kreise seiner Rotkreuz-Krankenschwestern zu sehen.